# حبني بنعومة (أغنية)

حبني بنعومة (بالإنجليزية: Love Me Tender) أغنية سجلها إلفيس بريسلي عام 1956، ونشرتها شركة «إلفيس بريسلي ميوزيك». تظهر الأغنية في فيلم لشركة فوكس يحمل نفس العنوان، وهو الفيلم الأول لإلفيس. صعدت الأغنية للمركز الأول على كل قوائم بيلبورد  والكاش بوكس عام 1956. الأغنية مقتبسة من لحن «أورا لي Aura Lee» (أغنية عاطفية عن الحرب الأهلية الأمريكية صدرت عام 1861). ظهرت الأغنية في العديد من الأفلام والبرامج التلفزيونية.

## تكوين الأغنية
كان الكاتب الرئيسي للكلمات هو كين داربي، الذي قام أيضًا بتكييف نغمة أغنية الحرب الأهلية الأمريكية «أورا لي». حصل بريسلي على نصيب من تأليف الأغنية بسبب صفقة النشر (هيل آند رينج هي شركة إنتاج موسيقي، تعاقدت مع بريسلي لإدارة إنتاجه الموسيقي، حيث كانت تشترط على صانعي أغانيه التنازل عن 50% من رصيد أغانيهم إذا أرادوا من بريسلي تسجيلها)، وكان لبريسلي مدخلات في كتابة الأغاني على عدد قليل جدًا من الأغاني العديدة التي سجلها.
وصف كين داربي دور إلفيس بريسلي في إنشاء الأغنية قائلاً: «قمت بتعديل الموسيقى والكلمات... إلفيس لديه أروع اذن من أي شخص قابلته على الإطلاق، ان إلفيس لا يقرأ الموسيقى، لكنه لا يحتاج إلى ذلك... كل ما كان علي فعله هو تشغيل الأغنية له مرة واحدة، وهو يجعلها خاصة به وبأسلوبه! لديه حكم كامل على ما يصلح له... لقد مارس هذا الحكم عندما اختار أغنية جبني بنعومة لتصبح أغنيته».
غنى إلفيس بريسلي الأغنية في 9 سبتمبر 1956، في برنامج «اد سوليفان شو The Ed Sullivan Show» قبل وقت قصير من إصدارها، وقبل شهر من إصدار الفيلم، وتلقت شركة «آر سي إيه» أكثر من مليون طلب مقدمًا لتوزيع الاسطوانة، مما يجعلها رقمًا قياسيًا في المبيعات حتى قبل إطلاقها. أرادت شركة فوكس تسمية الفيلم «الاخوة رينو»، ولكن بدلاً من ذلك، أعيد تسمية الفيلم «حبني بنعومة» للاستفادة من شعبية الأغنية.

## التسجيل والإصدار
احتلت الأغنية المركز الأول على قوائم بيلبورد في الأسبوع المنتهي في 3 نوفمبر 1956، وبقيت في هذا المركز لمدة 5 أسابيع، وصعدت للمركز 11 على قوائم أفضل الأغاني في المملكة المتحدة. وصلت الأغنية أيضًا إلى المرتبة الثالثة لمدة ثلاثة أسابيع على قائمة «آر آند بي».
تصنفت الأغنية بهذا الإصدار في المرتبة رقم 437 في قائمة رولينج ستون لأعظم 500 أغنية في كل العصور، وفي عام 1968، سجل بريسلي نسخة أخرى مدته 52 ثانية بعنوان «زهرة جامعة نيويورك Flower of N.Y.U» لتضمينها في الموسيقى التصويرية لفيلم «المشاكل مع الفتيات The Trouble with Girls»، ولم تصدر الأغنية إلا بعد وفاة بريسلي.
قدم عدد 483 من الفنانين نسخ مختلفة للأغنية كان أكثرها تميزاً:
ريتشارد تشمبرلين 1962 – برسي سليدج 1967 – ب ب كينج 1982 – نات كينج كول في برنامجه التلفزيوني في الخمسينات – كليف ريتشارد 2000 – جوني هاليداي (نسخة فرنسية) 1967 – جولي أندروز 1982 – جوني كاش 1982  – جوني ناش 1970 – نانا موسكوري 1986 – باري مانيلو 2010 – ليندا رونستات 1978 – إنجيلبيرت 1967 – جيمس براون 1978 – توني بينيت 1994 – فرانك سيناترا 1960 – ويلي نيلسون 1985 – جوني ماثيوز 2010 – أندريا بوسيلي 2013 – بيتيولا كلارك 2013 – باربرا سترايسند 2014  – نيكولاس كيدج 1990 – ديمس روسوس 1984.

## كلمات الأغنية

كين داربي وإلفيس بريسلي في الاستوديو

أحبني بنعومة أحبنى بحلاوة Love me tender, love me sweet
لا تدعني افارقك ابداً Never let me go
لقد جعلتِ حياتي مكتملة You have made my life complete
وأنا أحبك جدا And I love you so
احبني بنعومة، حب حقيقي Love me tender, love me true
كل أحلامي تحققت All my dreams fulfilled
لأني أحبك يا حبيبي For my darling I love you
وسأظل على هذا دائما And I always will
أحبني بنعومة، أحبني طويلاً Love me tender, love me long
خذني إلى قلبك Take me to your heart
لأنني أنتمي إليه هناك For it's there that I belong
ولن نفترق أبدًا And we'll never part
احبني بنعومة، حب حقيقي Love me tender, love me true
أحبني بنعومة، أحبني يا عزيزي Love me tender, love me dear
قل لي أنك ملكي Tell me you are mine
سأكون لك طوال السنين I'll be yours through all the years
حتى نهاية الزمن Till the end of time
احبني بنعومة، حب حقيقي Love me tender, love me true

## وصلات خارجية
https://bloginroll.blogspot.com/2014/07/love-me-tender-1.html حبني بنعومة (أغنية)
https://bloginroll.blogspot.com/2014/07/love-me-tender-2.html حبني بنعومة (أغنية)
http://www.americanmusicpreservation.com/LoveMeTenderstory.htm%5Bوصلة+مكسورة%5D حبني بنعومة (أغنية)
https://secondhandsongs.com/performance/1740/versions حبني بنعومة (أغنية)
https://www.youtube.com/watch?v=2lD711_Xh8s حبني بنعومة (أغنية)